# Молодёжный (Воронежская область)
Молодёжный — поселок в Россошанском районе Воронежской области.
Входит в состав Новопостояловского сельского поселения.

## География

### Улицы
- ул. Дачная
- ул. Новая
- ул. Садовая
- ул. Славянская
- ул. Юбилейная

## Население
| 2010 |
| ---- |
| 289  |

## Инфраструктура
- Россошанский техникум сельскохозяйственного и строительного транспорта, улица Юбилейная, 2.